# Hedebymønter
Hedebymønter var de første nordiske mønter, som blev slået i begyndelsen af 800-tallet i vikingebyen Hedeby i det sydlige Jylland. De fleste Hedebymønter er kun præget på den ene side og efterligner de frankiske mønter fra Dorestad. De kaldes også for halvbrakteater. Fra år 900 og 100 år frem har Hedeby haft en konstant udmøntning. Mønternes prægning vandt også indpas i Birka og andre nordiske handelsbyer. 
Mønterne kan være kommet til Norden med missionerende munke såsom Ebo og Ansgar, som var på rejser til Danmark i henholdsvis 823 og 836 eller gennem handel. En anden teori er at Dorestad i 834 var blevet plyndret af vikingerne, og for at undgå fremtidige plyndringer skulle beboerne betale skat til danerne. Mønterne kan så enten være en del af plyndringsudbyttet eller en del af den skat, som danerne opkrævede.